# Aeroclub Argentino
El Aeroclub Argentino (OACI: SADS) o "ACA" fue un aeródromo de uso público ubicado en el partido de La Matanza, Buenos Aires. La institución fue inaugurada por los pioneros de la aviación argentina Jorge Newbery y Aarón de Anchorena el 13 de enero de 1908, convirtiéndose en la primera institución aeronáutica del país y la tercera del mundo.
Desde su origen, patrocinando las primeras experiencias con globos aerostáticos a principios de siglo XX, el aeroclub tuvo un rol clave en la promoción de la aviación militar, comercial y deportiva en la República Argentina hasta su cierre en el año 2010.

## Historia
El día 13 de enero de 1908, sólo cuatro años después del primer vuelo a motor realizado por los hermanos Wright en Carolina del Norte, EE. UU., un grupo de entusiastas aeronáuticos fundaron el llamado "Aero Club Argentino" en su sede original en la quinta Villa Ombúes de (solar hoy ocupado por la embajada de Alemania), en el barrio de San Benito, próximo a las Barrancas de Belgrano. Entre las primeras autoridades se encontraban el señor Aarón de Anchorena (presidente) y el Ingeniero Jorge Newbery (vicepresidente segundo), que días antes habían realizado el cruce del Río de la Plata en el globo El Pampero.
En su primer viaje, el 25 de diciembre de 1907, el globo despegó desde el predio de la Sociedad Sportiva Argentina, en el barrio de Palermo (donde hoy se encuentra el Campo Argentino de Polo) y aterrizó en la localidad de Conchillas, Uruguay. El acontecimiento fue un hecho ejemplar, dado que habían pocos antecedentes previos de ascensiones en globo en el país y fue realizado por dos figuras de relevancia, atrayendo la atención del ambiente deportivo de la época.
El aeroclub luego fue trasladado a Villa Lugano, San Isidro, Morón y finalmente fue emplazado a 2000 m al norte la ciudad de Laferrere, sobre una estancia de 83 hectáreas que anteriormente le pertenecía a la familia Estrugamou y contó con un hangar, dos torres de control y una confitería.
En el año 2006, el predio y sus edificaciones fueron declaradas como bien histórico testimonial por el senado y la cámara de diputados de la provincia de Buenos Aires, mediante la Ley 13.393, incorporándolo a definitivamente al patrimonio cultural de la provincia.
Sin embargo, tras décadas de funcionamiento, las instalaciones históricas y sus aviones se fueron deteriorando con el paso del tiempo y debido a la falta de mantenimiento. El "ACA" fue finalmente clausurado el 28 de mayo de 2010 para emplazar al Hospital SAMIC "Presidente Néstor Kirchner" en las inmediaciones, que finalmente comenzó a operar en 2023.
En la actualidad, las actividades relacionadas con el Aeroclub Argentino, tales como celebraciones de aniversarios, son realizadas en el Hangar 5 del Aeropuerto de Morón.

## Flota
El estado de abandono de las instalaciones y aeronaves han dejado al "ACA" sin la posibilidad de oficiar como una escuela aérea de formación básica, ya que el último avión escuela disponible para formar pilotos privados (LV-OCI) habría sufrido un accidente el sábado 31 de enero del 2017 en la base aérea de Morón.
Con sólo un par de aeronaves operativas, la flota estaría compuesta de la siguiente manera:
- FMA IA-50 G-II Guaraní (T-122): primer avión argentino en llegar a las Islas Malvinas, abandonado y completamente vandalizado.[7]
- Cessna 152 II (LV-AOE): activo en 2018, estaría en el hangar de la ex CATA, en Morón.
- Cessna 152 II (LV-ASM): accidentado en Chaco, jamás volvió a volar.
- Cessna 152 II (LV-OCI): accidentado en 2017 en Morón.
- Cessna 152 II (LV-OCJ): desguazado para repuestos.
- Cessna 172B Skyhawk (LV-IBN): activo en 2011 y a la espera de una reparación de motor,     vandalizado dentro del hangar.
- Cessna 172B Skyhawk (LV-IBY): aeronave abandonada en la Isla Martín García por un percance en su motor durante el despegue.
- Piper PA-28 Warrior (LV-AYN): activo en 2018, se desconoce el estado actual.
- Schulgleiter SG-38: planeador escuela construido en el país con planos importados, estado desconocido.